# Сан-Лоренцо-ди-Себато
Сан-Лоренцо-ди-Себато (Санкт-Лоренцен, итал. San Lorenzo di Sebato, нем. St. Lorenzen) — коммуна в Италии, располагается в регионе Трентино — Альто-Адидже, подчиняется административному центру Больцано.
Население составляет 3441 человек, плотность населения составляет 67 чел./км². Занимает площадь 51 км². Почтовый индекс — 39030. Телефонный код — 0474.
Покровителем коммуны почитается святой Лаврентий, празднование 10 августа .